# Дет метъл
Дет метъл е подстил в хевиметъл музиката. Той е сред главните стилове в хевиметъла, започнал своето развитие като еволюция на траш метъла през 1980-те години.

## Ранна история
Жанрът е разклонение на траш метъла, който е стил на екстремност, бързо темпо, гърмящи дисторшъни и непредвидими текстови структури. Най-екстремните от този вид групи са създали прото-дет метъл звук, свирейки по-бързи, тежки и тъмни версии на стандартния траш. Траш метълите Celtic Frost са спомогнали за характеризирането на дет-грънта (death grunt), използван от много дет метъл вокалисти. Сред основните изпълнители са Cannibal Corpse.
През 1983 г. са започнали да се формират агресивни американски групи, такива като Дет, Обичуъри, Морбид Ейнджъл, Поссессед и Mастер. Групата Морбид Ейнджъл е повлияла много на дет метъл стила, осъществявайки редица демо-албуми от 1984 г.
През късните 80-те се наблюдава и изгрева на скандинавския дет метъл и по-точно във Швеция с групи като Nihilist (после Entombed), Dismember, Vomitory. Дебютните албуми на тези групи били най-често осъществявани в началото на 1990-те години и се характеризирали с особен китарен звук, който бил много повлиян от британския грайндкор.

## Мелодичен дет метъл
Мелодичният дет метъл, често наричан мелодет, е по-лека форма на дет метъл стила. Песните са изградени в стил близък до този на Iron Maiden - китарни хармонии и мелодии с типично наситено ръмжене и мърморене, като противовес на бруталните дет метъл рифове и много по-малко дет грухтене. Грайндкор групата Carcass се смята за първата формация, реализирала мелодичен дет метъл албум през 1993 г., наречен Heartwork, въпреки че шведски групи като In Flames, Dark Tranquillity и At the Gates са обикновено споменавани като пионери и популяриизатори на жанра и на Гьотеборгския метъл звук. От създаването на жанра Финландският дет метъл също изгрява с повече траш/неокласическо звучене с групи като Eternal Tears of Sorrow, Kalmah, Norther и новият материал на Children of Bodom.